# Albaniens flagga
Albaniens flagga (också kallad albanska flaggan på grund av sin symbol för alla albaner oavsett hemvist) består av en svart, dubbelhövdad örn på röd botten. Den antogs officiellt som nationsflagga 7 april 1992 och har proportionerna 5:7. På albanska kallas flaggan för Flamuri i Shqipërisë.

## Flaggans historia
Den dubbelhövdade örnen användes för första gången av Konstantin den store, grundaren av Konstantinopel, varför den stod som symbol för Romerska rikets två huvudstäder, det gamla Rom och det nya Konstantinopel. Konstantin den stores dubbelhövade flagga var en gemensam flagga för religiöst folk och återfinns i kyrkor över hela Albanien och Balkanhalvön daterade från medeltiden. Den bysantinska flaggan, som Konstantin den stores flagga också kallas, i dess originalfärger med en svart dubbelhövad örn på guldfärgad bakgrund, förvaras i dag i ett kloster på det heliga berget Athos i Grekland.
Örnen ansågs vara guds eller gudarnas följeslagare - en symbol för den övre, kungliga makten - därför är figurer av örnen bland de vanligast förekommande inom heraldiken i den äldre tiden. Örnen står för mod och makt och har använts som symbol av både länder och riken världen över. I och med kristendomens spridning också använt av den katolska kyrkan och på så vis blivit en symbol för kyrka och stat.
Den dubbelhövdade örnen användes av Skanderbeg för att visa på att han företrädde det förosmanska herraväldet. Den var släkten Kastriotas vapensköld och blev ett fälttecken i den av Skanderbeg ledda kampen mot osmanerna på 1400-talet. Den dubbelhövdade örnen användes också av andra släkter i det medeltida Albanien, vilket tyder på att medlemmar av dessa släkter innehade höga poster inom det bysantinska riket under dess långa historia. Efter den osmanska erövringen av Arberien (det gamla Albanien) i slutet av 1400-talet bevarades den albanska flaggan av arberesjer (flyende albaner) bosatta i Italien men med en viss förändring genom tiderna.
Flaggan återuppstod under det albanska nationella uppvaknandet i sent 1800-tal och hissades för första gången vid Albaniens självständighetsförklaring 28 november 1912. Den hade sytts av en kvinna i den albanska kuststaden Vlora, Marigona. Under den italienska ockupationen 1939–1942 innehöll flaggan delar av det italienska statsvapnet. Flaggan omarbetades 1946 när Folkrepubliken Albanien utropades. Den socialistiska staten representerades först av i guldgul färg hammaren och skäran som fanns till vänster om dubbelörnen. Sedan ändrades den till att istället ha en röd stjärna med guldkanter ovanför dubbelörnen i flaggans mitt. När Albanien övergav socialismen 1992 återtogs det flaggutseende som skapades 1912.

## Felaktig version
Det finns en felaktig version av flaggan som fortfarande används av albaner och tjänstemän, och som användes främst vid 100-årsjubileet av Albaniens självständighet . Flaggorna hade deformerade örnar, en detalj som inte gick utan förvarning. Flaggorna beställdes från ett kinesiskt företag som inte fick alla detaljer rätt. Dessa flaggor avlägsnades snabbt efter självständighetsdagen, men några exemplar är fortfarande aktiva runtom i världen.

## Historiska nationsflaggor

Flagga som användes av albanska rebeller, liksom av Prizrenligan (i mitten av 1800-talet och i början av 1900-talet).[2]
Flagga för det självständiga Albanien (1912–1914).
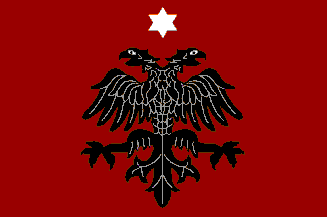
Alternativ flagga för det självständiga Albanien (1912).
Flagga för Albanska Republiken(1914–1920).
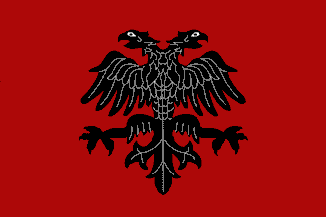
Flagga som de facto användes av Albanska Republiken (Sep 1914-1915).
Flagga för Albanska Republiken (1920–1926).
Flagga för Albanska Republiken (1926–1928).
Flagga för Kungariket Albanien (1928–39).
Flagga för Kungariket Albanien (1939-1943) och Kungariket Albanien under italienska ockupationen (1939-1943).
Flagga för Kungariket Albanien under tyska ockupationen (1943-1944)
Flagga för Demokratiskt styrda Albanien (1944-1946).
Flagga för Socialistiska Folkrepubliken Albanien (1946–1992).
Flagga för Republiken Albanien (1992–).

## Övriga flaggor
- Albaniens handelsflagga består av tre horisontella band i färgerna rött, svart, rött. Proportionerna är 2:3.
- Den flagga som används av Albaniens president är en kvadratisk version av nationsflaggan.[3]
- Albaniens örlogsflagga består av en svart dubbelhövdad örn på vit botten ovanför ett smalt rött horisontellt band. Proportionerna är 2:3.
- Flaggan för andra skepp från marinen består av en dubbelhövdad örn på en vit botten ovanför ett smalt blått horisontellt band. Proportionerna är 2:3.

Handelsflagga (1945–1992).
Handelsflagga (1992-).

Örlogsflagga (1946–1954).
Örlogsflagga (1954–1958).
Örlogsflagga  (1958–1992).
Örlogsflagga (1992-).

Kustbevakningen (1958–1992).
Kustbevakningen (1992-).

Presidentflaggan (1946–1992).
Presidentflaggan (1992–2014).
Presidentflaggan (2014-)

## Inofficiella flaggor

Osmanska Albanien (1453–1793).
Albanska Centralrepubliken, en inofficiell stat skapad av Essad Toptani (1913-1914).
Autonoma albanska republiken Korça (1916-1920).
Flagga för Mirdita Republiken, en inofficiell stat skapad av Gjon Markagjoni (17 juli 1921 - 20 november 1921).
Flagga för Kungariket Albanian, krönt med huset Savoys krona, (1939–1943).
Flagga för Albanska minoriteten i Socialistiska federativa republiken Jugoslavien (1946-1992).
Flagga för Republiken Kosova (1992-2000).
Flagga för Dardania, som även tjänade såsom flagga för Republiken Kosova och presidentflagga för FN:s administration i Kosovo under ledning av Ibrahim Rugova (1999-2008).